# Joserramón Melendes
Joserramón Meléndes (Río Piedras, Puerto Rico, 1952) es un escritor y poeta puertorriqueño conocido por su uso de la ortografía, que se apega más al sonido de la palabra que a las reglas gramaticales establecidas por la Real Academia Española.

## Gramática
Respecto a su uso de la gramática el escritor aclaró en la entrevista de su libro Ché Melendes en dos poemarios y una entrebista: 

La ortografía falsamente etimológica que se utiliza en el español normativo, y que ha sido impuesta por una academia, se ha movido en realidad con una velocidad infinitamente lenta; porque tenemos que aceptar que la Academia, fundada en el siglo XVIII, fue precisamente para imponer una norma aristocratizante a la ortografía. (...) Tú no le puedes imponer a un niño que escriba "vaso" con una "v" no muy distinta de la "b" que usa para "bate"; tienes que hacérselo a batasos, para que lo entienda. Hay, pues, una serie de elementos absolutamente arcaicos en la lengua española. Por ejemplo, el caso de los dígrafos que no se pronuncian: si escribimos q-u-e para desir "qe", y la u no tiene función alguna, ¿para que usarla?"
Joserramón Melendes

A este proceso de subversión del lenguaje escrito lo ha definido como "otrografía".

## Obra
- 2015 Ché Melendes en dos poemarios y una entrebista.
- 1999 Esta especie de poema, Roberto Fernández Retamar, Antología poética.
- 1998 Borges, el espía.
- 1996 Juan Antonio Corretjer o la poesía inebitable.
- 1994 Postemporáneos.
- 1993 Secretum.
- 1992 Para Delfín.
- 1986 La casa de la forma (sonetos i fragmentos materiales 1971-1986)
- 1976 Desimos Desimas 1972-1976.